# Кров-Гед
Кров-Гед (англ. Crow Head) — містечко в Канаді, у провінції Ньюфаундленд і Лабрадор.

## Населення
За даними перепису 2016 року, містечко нараховувало 177 осіб, показавши скорочення на 12,8%, порівняно з 2011-м роком. Середня густина населення становила 59,4 осіб/км².
З офіційних мов обидвома одночасно не володів жоден з жителів, тільки англійською — 175.
Працездатне населення становило 55,6% усього населення, рівень безробіття — 33,3% (25% серед чоловіків та 37,5% серед жінок). 100% осіб були найманими працівниками, а 0% — самозайнятими.

## Клімат
Середня річна температура становить 3,7°C, середня максимальна – 18,8°C, а середня мінімальна – -12,5°C. Середня річна кількість опадів – 1 062 мм.
| Клімат поселення                              | Клімат поселення | Клімат поселення | Клімат поселення | Клімат поселення | Клімат поселення | Клімат поселення | Клімат поселення | Клімат поселення | Клімат поселення | Клімат поселення | Клімат поселення | Клімат поселення | Клімат поселення |
| Показник                                      | Січ.             | Лют.             | Бер.             | Квіт.            | Трав.            | Черв.            | Лип.             | Серп.            | Вер.             | Жовт.            | Лист.            | Груд.            |                  |
| Середній максимум, °C                         | −1,74            | −2,38            | 1,32             | 6,36             | 10,26            | 14,92            | 18,84            | 18,38            | 14,40            | 9,38             | 4,60             | −0,56            |                  |
| Середня температура, °C                       | −6,8             | −7,46            | −3,76            | 1,28             | 5,20             | 9,86             | 15,70            | 15,22            | 11,28            | 6,20             | 1,46             | −3,7             |                  |
| Середній мінімум, °C                          | −11,9            | −12,52           | −8,84            | −3,8             | 0,12             | 4,78             | 12,52            | 12,08            | 8,10             | 3,06             | −1,68            | −6,86            |                  |
| Норма опадів, мм                              | 89               | 83               | 82               | 74               | 76               | 84               | 85               | 101              | 102              | 97               | 97               | 92               |                  |
| Середньомісячна швидкість вітру, м/с          | 6.60             | 6.30             | 6.10             | 5.70             | 5.30             | 5.00             | 4.60             | 4.80             | 5.30             | 5.90             | 6.40             | 6.80             |                  |
| Середньомісячна сонячна радіація, кДж/м²·день | 3487             | 6388             | 10554            | 14325            | 17428            | 19128            | 18746            | 15789            | 11426            | 6755             | 3710             | 2644             |                  |
| --------------------------------------------- | ---------------- | ---------------- | ---------------- | ---------------- | ---------------- | ---------------- | ---------------- | ---------------- | ---------------- | ---------------- | ---------------- | ---------------- | ---------------- |
| Джерело:                                      |                  |                  |                  |                  |                  |                  |                  |                  |                  |                  |                  |                  |                  |